# 新鄭戰鬥
新鄭戰鬥發生於1930年10月5日－8日，地點則是在中國豫中北新郑一帶，是國民革命軍內部所發生的內戰戰鬥之一。新鄭戰鬥的交戰雙方，一方為國軍十一師，另一方為馮玉祥所屬張維璽部隊。